# 관타나모주

관타나모 주의 위치

관타나모주(스페인어: Provincia de Guantánamo)는 쿠바 최동단에 위치한 주로 주도는 관타나모이며 면적은 6,164.47km2, 인구는 510,863명(2010년 기준)이다. 북동쪽으로는 대서양, 북쪽으로는 올긴 주, 서쪽으로는 산티아고데쿠바주, 남쪽으로는 카리브해와 접한다. 10개 지방 자치체를 관할한다. 관타나모 주의 주요 도시로는 관타나모, 바라코아가 있다.
미국 해군이 사용하고 있는 관타나모 만 해군 기지가 이 곳에 위치한다. 아이티와는 윈드워드 해협을 사이에 두고 약 80km 정도 떨어져 있는데 맑은 날 밤에는 아이티의 불빛이 보인다. 자메이카 출신 이민자가 많은 편이며 미국 루이지애나주 뉴올리언스에 위치한 프렌치쿼터(French Quarter)와 유사한 옛 건축물들이 많은 편이다.